# Juan Ramón López Caro
Juan Ramón López Caro (* 23. März 1963 in Sevilla) ist ein spanischer Fußballtrainer.
López Caro war seit der Saison 2000/01 Trainer der zweiten Mannschaft von Real Madrid, die er in der Saison 2004/05 in die Segunda División führte. Zuvor hatte er seit 1992 unterklassige Mannschaften trainiert, vor seinem Wechsel nach Madrid zuletzt die Reserve von RCD Mallorca. Nach der Entlassung von Vanderlei Luxemburgo, dem Trainer der ersten Mannschaft von Real Madrid, im Dezember 2005 wurde er dessen Nachfolger und erhielt zunächst einen Vertrag bis zum Ende der Saison 2005/2006, welcher dann auch nicht mehr verlängert wurde, wodurch Caro nach dieser Saison von Fabio Capello in Madrid ersetzt wurde.
Ab Beginn der Saison 2006/07 trainierte er den spanischen Erstligisten Levante UD, wo er im Januar 2007 beurlaubt wurde. Im Oktober 2007 übernahm er schließlich das Traineramt bei Celta Vigo, wurde, nachdem sich die Mannschaft mehr und mehr von den Aufstiegsplätzen entfernte, jedoch auch dort Anfang März 2008 nach nur einem halben Jahr entlassen. Von Sommer 2008 bis 2010 trainierte er die Spanische U-21-Nationalmannschaft. Am 14. Juni 2010 wurde er Trainer beim FC Vaslui, wo er am 8. Oktober 2010 suspendiert und durch Viorel Hizo ersetzt wurde. Nachdem er 2012 den Posten als Technischer Direktor von Saudi-Arabien übernahm, wurde er im Januar 2013 als Nachfolger von Frank Rijkaard als Nationaltrainer der Saudi-arabischen Fußballnationalmannschaft ernannt. 2014 wurde er wieder aus dieser Position entlassen und war fortan auf Arbeitssuche. Mitte Januar 2016 wurde er als neuer Cheftrainer der Fußballnationalmannschaft des Oman vorgestellt, wobei er unter Verbandschef Sayyid Badr bin Hamad bin Hamood AlBusaidi einen Einjahresvertrag erhielt.